# Eirenis coronelloides
Eirenis coronelloides е вид змия от семейство Смокообразни (Colubridae). Видът не е застрашен от изчезване.

## Разпространение
Разпространен е в Йордания, Ирак, Сирия и Турция.